# آزیتا رفعت
آزیتا رفعت (زاده ۱۳۵۶ ولایت بادغیس) یک سیاستمدار اهل افغانستان است که نمایندهٔ مردم بادغیس در دوره پانزدهم مجلس نمایندگان افغانستان بود. او سپس به کشور سوئد پناهنده شد.

## زندگی‌نامه
آزیتا رفعت متولد ۱۳۵۶ از ولایت بادغیس است. او تحصیلات خود را در دارالمعلمین ولایت بادغیس به اتمام رساند. او یک مجموعه شعری بنام «بهاران» را نیز سروده و منتشر کرده‌است. آزیتا در بین سال‌های ۲۰۱۴ تا ۲۰۱۵ هنگامی که از او دعوت شده بود تا در خصوص کتابی که در مورد او نوشته شده بود به کشور سوئد سفر داشته باشد، در آن کشور درخواست پناهندگی داد. او فعالیت سیاسی خود را در سوئد ادامه داد و هم‌اکنون عضو حزب سنتر است. رفعت در سال ۲۰۱۸ از طرف این حزب، نامزد پارلمان شهری شده‌است.

## دیگر فعالیت‌ها
- فعالیت به عنوان معلم در بخش آموزش.[۱]
- کارمند هلال احمر.[۱]
- کارمند کمیسیون حقوق بشر.[۱]
- همکاری در بخش صحت و درمان.[۱]
- نماینده مردم بادغیس در گردهمایی بزرگ اضطراری.[۱]
- عضو حزب سیاسی سنتر (سوئد) و نامزد شدن از طریق این حزب برای انتخابات پارلمان شهری.[۲]